# El Dorado Hills
El Dorado Hills – miejscowość spisowa (obszar niemunicypalny) w Stanach Zjednoczonych, w stanie Kalifornia, 35 km na wschód od Sacramento, największa pod względem liczby mieszkańców miejscowość hrabstwa El Dorado.
Należy do najdynamiczniej rozwijających się miast amerykańskich – w ciągu 10 lat, od 2000 do 2010, liczba mieszkańców wzrosła z 18 000 do 42 000, natomiast powierzchnia w tym samym okresie wzrosła z 46 do 126 km². W 2007 czasopismo Money (CNN) umieściło El Dorado Hills na 77. miejscu w rankingu najlepszych miejsc do życia.
Mieszkańcy oraz przedsiębiorcy El Dorado Hills społecznie i ekonomicznie zintegrowani są z hrabstwem Sacramento, zwłaszcza z miastem Folsom, i z tego względu El Dorado Hills wchodzi w skład metropolii Sacramento.